# ІЖ-2715
ІЖ-2715 — радянський і російський 2-6 місний (в різних модифікаціях) вантажно-пасажирський автомобіль з типом кузова фургон, пікап. Серійно випускався на Іжевському автозаводі протягом 29 років, в 1972-2001 роках. У 1997 році на зміну прийшов кузов моделі ІЖ-2717. Випущено 2 317 493 авто. 
Кабіна автомобіля двомісна, сидіння - роздільні з регулюванням сидіння водія по довжині і нахилу спинки. Створений на базі автомобіля Москвич-412 який також випускався в Іжевську. Випускався в комплектації з двигунами модифікації УЗАМ-412 (1,487 л, 75 к.с.) і УЗАМ-412ДЕ (1,487 л, 67 к.с.). 
У 1980-і рр.був єдиним в СРСР легким розвізним автомобілем. До цього постачання торгових організацією подібним транспортом традиційно покладалося на авторемонтні заводи, переробляли в розвізні фургони і пікапи відслужили своє седани і універсали. Його вантажопідйомність становила 450-500 кг. Використовувався для перевезення невеликих партій вантажів.

## Модифікації
Випускалося 2 покоління автомобілів ІЖ-2715 в різних модифікаціях.

### Перше покоління
Перше покоління випускалося в 1972-1982 роках. Передня частина автомобіля була запозичена від 412-го Москвича. На деякі експортні модифікації встановлювалася переднє облицювання і фари (виробництва НДР), також випускався в ці ж роки в Іжевську ІЖ-2125 «Комбі».

#### Модифікації
- ІЖ-2715 — легковий суцільнометалевий фургон. Мав двостулкові задні двері. Випускався в 1972-1982 роках.
- ІЖ-27151 — пікап. Задній борт відкидається вниз. Випускався в 1974-1982 роках.

### Друге покоління
В 1982 році відбулося оновлення всього модельного ряду автомобілів ІЖ, замість успадкованої від АЗЛК решітки радіатора вони отримали нові чорні грати розробки ІжАвто з круглими фарами. Також нове покоління отримало новий капот, втоплені ручки і дверці без вікон. 

#### Модифікації
- ІЖ-2715-01 — легковий суцільнометалевий фургон. Випускався в 1982-1997 роках.

- ІЖ-2715-011 (АІ-76) -014 (АІ-93) — легковий суцільнометалевий фургон.

- ІЖ-27151-01 — пікап. Випускався в 1982-1997 роках.

- ІЖ-27156 — шестимісний вантажно-пасажирський варіант. Випускався в 1988-2001 роках. Дана модифікація призначалася як для перевезення вантажів, так і для короткочасного перевезення пасажирів. Конструкція автомобіля в основному повторювала модель вантажного фургону ІЖ 2715-01, відрізняючись від нього трансформованим заднім вантажним відсіком, уздовж бортів якого було встановлено два відкидних двомісних сидіння. Крім цього на місці глухих боковин будки з'явилися два великих вікна з зсувними склом для припливу повітря, і скло на лівій стулці задніх дверей. Скло в перегородці, що відокремлює кабіну від вантажного відділення, також стало зсувним. У салоні на рівні голів пасажирів розмістили додаткові м'які накладки і під стелею - плафон освітлення. Відповідно до вимог пасивної безпеки так само були підсилени багатосилові елементи кузова.

- «Elite PickUp» — експортна модифікація ІЖ-2715 з подовженою платформою. У СРСР була відомий під індексом Іж-27151-013-01. Спочатку автомобіль поставлявся тільки до Латинської Америки (зокрема, до Панами, звідки радянська торгова організація Автоекспорт отримала замовлення на постачання), але пізніше продавався також у Фінляндії. Свою назву отримав за аналогією з експортним найменуванням Москвича-412, на деяких ринках продавали як Elite 1500. Основною відмінністю від пікапів для внутрішнього ринку були подовжена вантажна платформа і квадратні передні фари, як на Москвичах і ІЖ першого покоління. Блоки поворотів і габаритних вогнів залишалися колишніми, від ІЖ серії «ІЕ» останніх років випуску. Колісна база і технічна начинка залишилися без змін.

Машина призначалася для об'ємних легковагих вантажів. При збільшенні корисного обсягу вантажної платформи заявлена вантажопідйомність залишилася колишньою. У разі перевантаження машини розвантажувався передній міст і порушувалася керованість.
Відомо також, що у дев'яності роки на базі таких пікапів «Іжмаш» виготовив для внутрішнього ринку дослідну партію з 10 вантажопасажирських машин — з «заскленим» фургоном. Частина з них використовувалася як санітарні автомобілі, але вони не пішли в серію через погану керованість при завантаженні задньої осі. Також деякі фургони переобладнувалися своїми власниками у вантажопасажирські самостійно.

## Варіанти зовнішнього вигляду
Всі варіанти випуску зовнішнього вигляду ІЖ-2715 можна приблизно розділити на чотири основні види (за матеріалами сайту автомодельного бюро [Архівовано 24 червня 2011 у Wayback Machine.]):
- Перший варіант — боковина будки має три ребра жорсткості, на кузові автомобіля ребер немає, бампер і облицювання радіатора хромовані, задні двері гладкі з металевої емблемою «ІЖ 1500 ГР». Замість заднього бампера — трубка, що складається з трьох частин.

- Другий варіант — боковина будки має три ребра жорсткості, на кузові автомобіля — одне. Облицювання радіатора і передній бампер пофарбовані в колір автомобіля. Останнє аналогічно першому варіанту.

- Третій варіант — боковина будки має три ребра жорсткості, на кузові автомобіля — два ребра, задні двері гладкі з виштамповкою «ІЖ-2715». Облицювання радіатора і передній бампер пофарбовані в колір автомобіля. Передній бампер міг бути з «іклами», а на передній частині будки могло бути ребро жорсткості. Задній бампер являв собою дві трубки з боків кузова.

- Четвертий варіант — автомобілі з новою чорною решіткою радіатора, утопленими ручками дверей, виштамповкою на даху і боковині кабіни водія. Є ребро жорсткості на передній частині будки, три виштамповки у формі вікон на боковинах будки, два ребра жорсткості на задніх дверях і виштамповки «ІЖ-2715» на правій половині задніх дверей і у формі вікна на лівій. Замість заднього бампера — трубка по центру кузова, бокових трубок немає. Передній бампер забарвлений в колір автомобіля, а на автомобілях останніх років випуску — чорний пластиковий бампер. Саме на базі четвертого варіанта випускався ІЖ-27156 — з одним вікном на кожній бічній панелі будки і ззаду на лівих дверях, ззаду по центру — підніжка, передній бампер і облицювання радіатора — в колір кузова або чорним.

## Технічні характеристики
| Тип кузова                | Суцільнометалевий фургон несучого типу із знімною верхньою частиною               |
| Габаритні розміри         | 4130х1590х1825 мм                                                                 |
| Колісна база              | 2400 мм                                                                           |
| Дорожній просвіт          | 193 мм                                                                            |
| Споряджена маса           | 1015 кг                                                                           |
| Максимальна маса          | 1615 кг                                                                           |
| Обсяг багажника           | 1600 л                                                                            |
| Тип двигуна               | Бензиновий, чотиритактний, карбюраторний                                          |
| Об'єм двигуна             | 1480 см³                                                                          |
| Потужність двигуна        | 67/5500 к.с./об/хв (АІ 1976 66.6)                                                 |
| Обсяг паливного бака      | 45 л                                                                              |
| Коробка передач           | Механічна, чотириступінчаста                                                      |
| Система запалювання       | Контактна                                                                         |
| Передня підвіска          | Незалежна, пружинна з поперечними важелями, з стабілізаторам поперечної стійкості |
| Задня підвіска            | Поздовжні напівеліптичні ресори з сережками у задніх вушках                       |
| Максимальна швидкість     | 125 км/год                                                                        |
| Час розгону до 100 км/год | 19 с                                                                              |
| Тип приводу               | Задній                                                                            |
| Розмір шин                | 175/70 R13                                                                        |

## Галерея ІЖ-2715

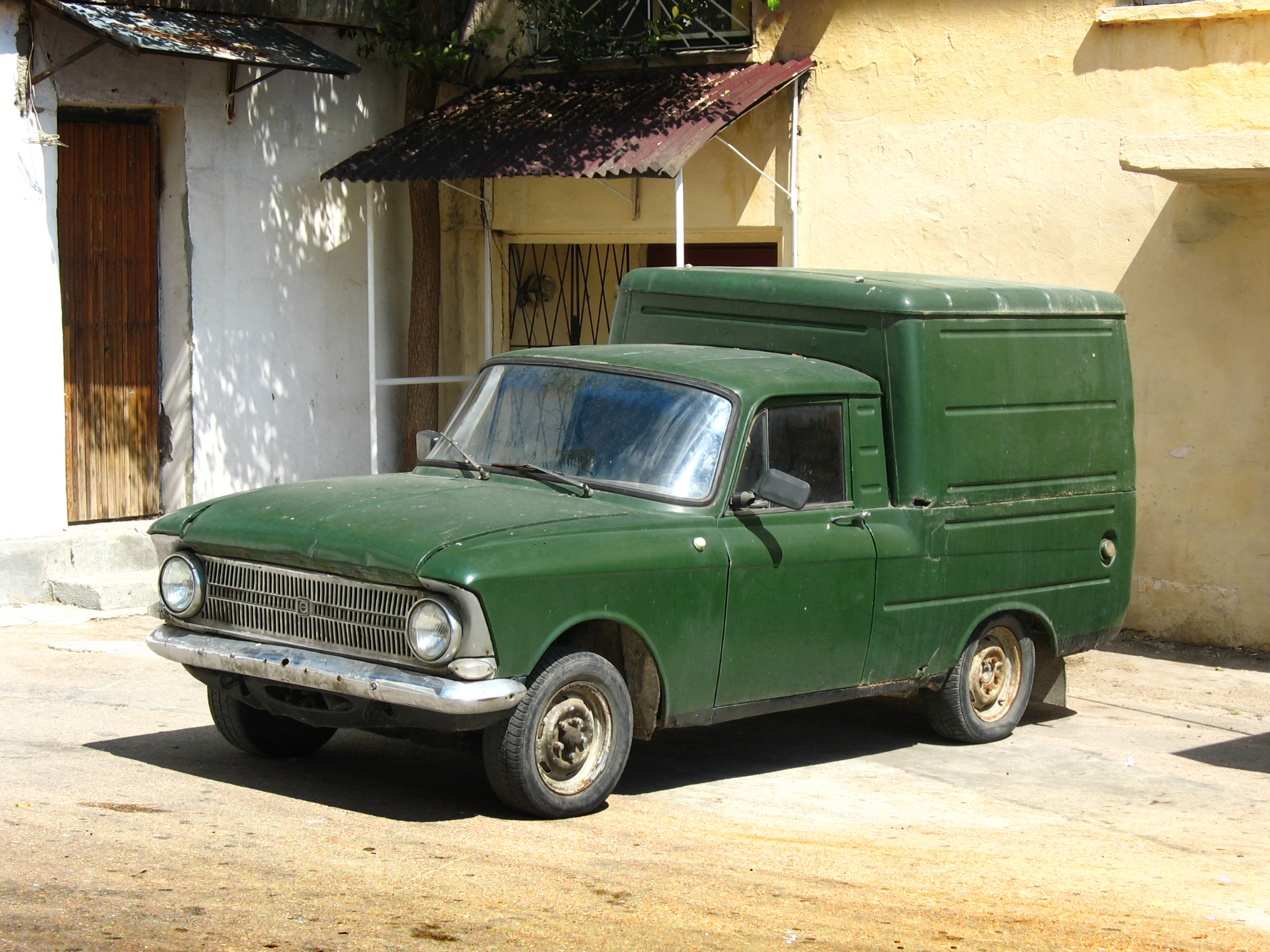
ІЖ-2715
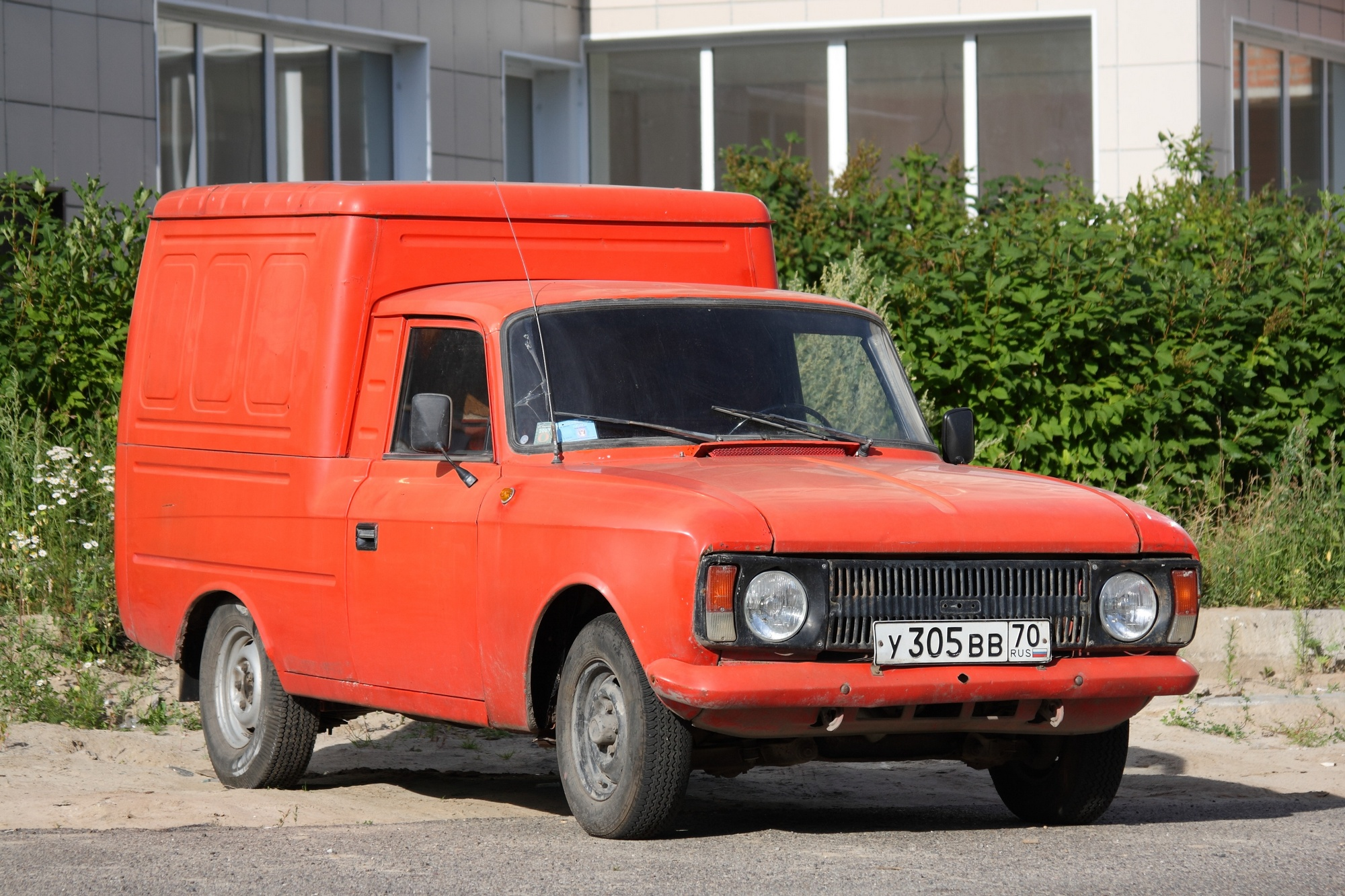
ІЖ-2715-01
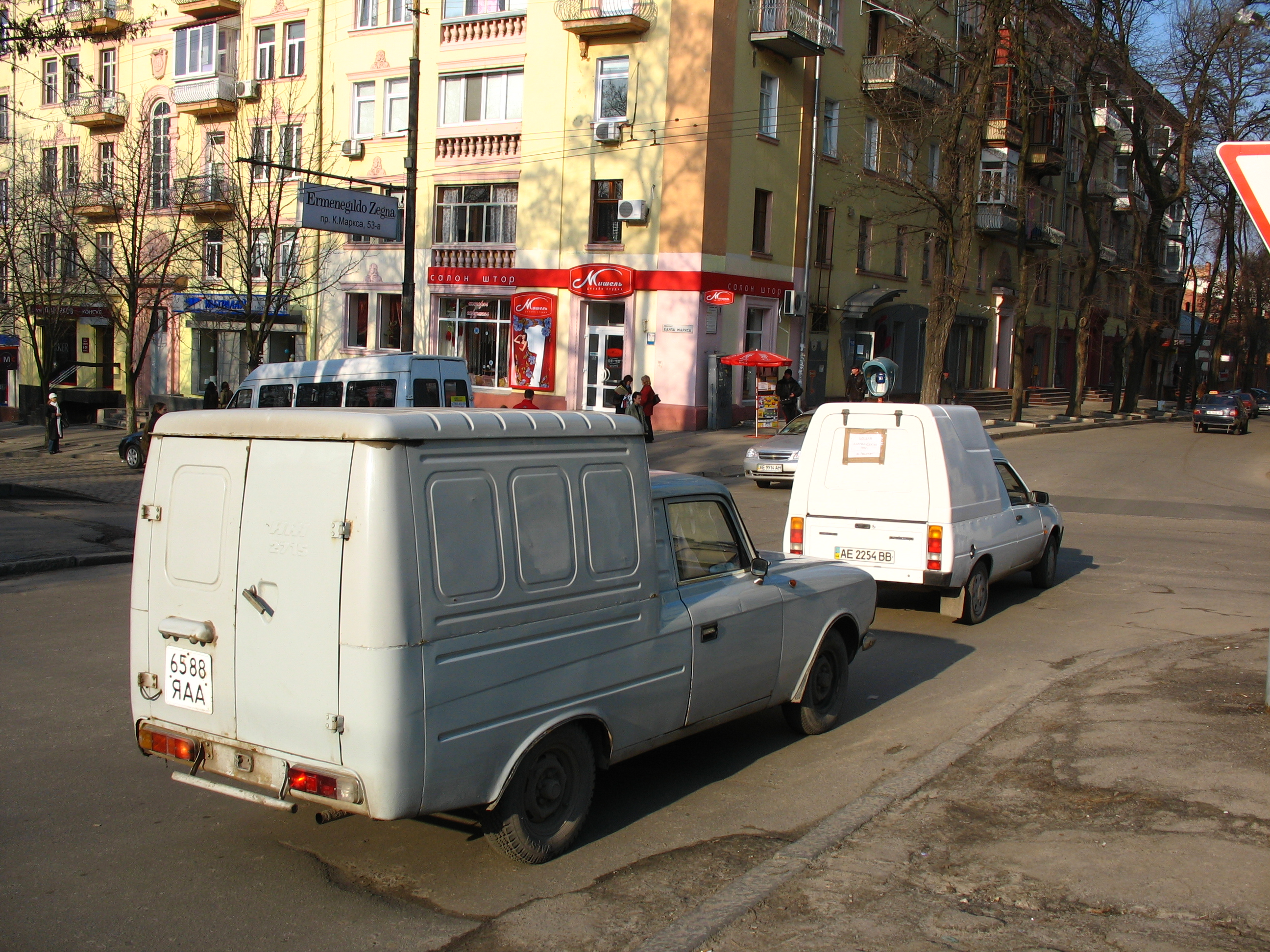
ІЖ-2715-01 та ЗАЗ-11055
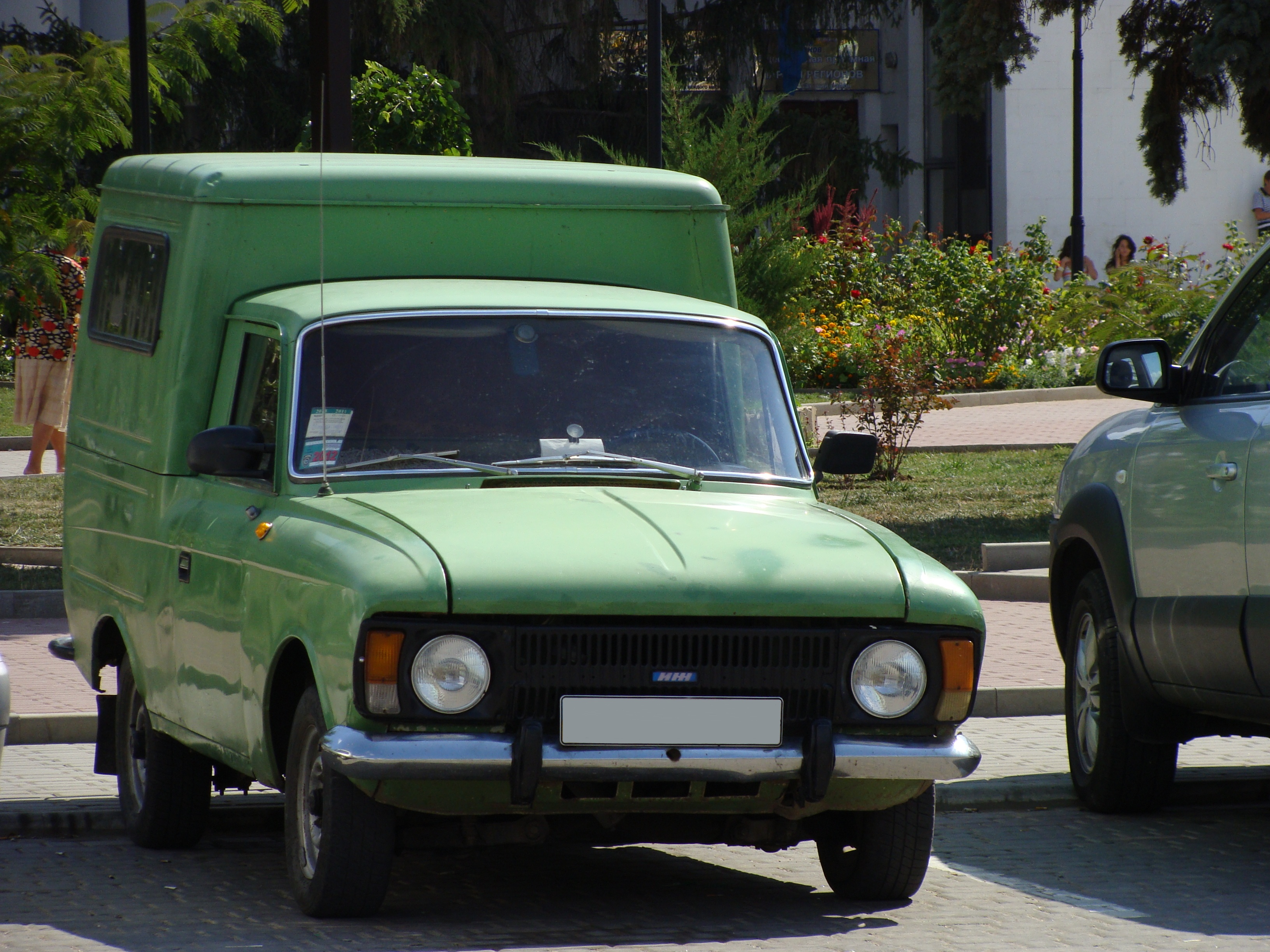
ІЖ-27156
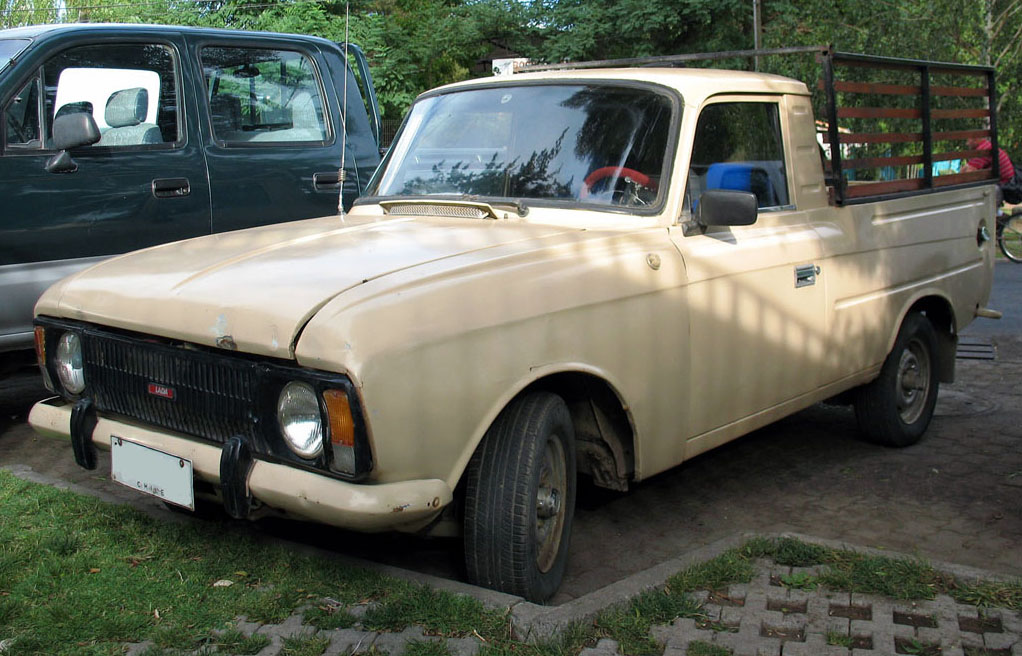
Иж-27151-011-01
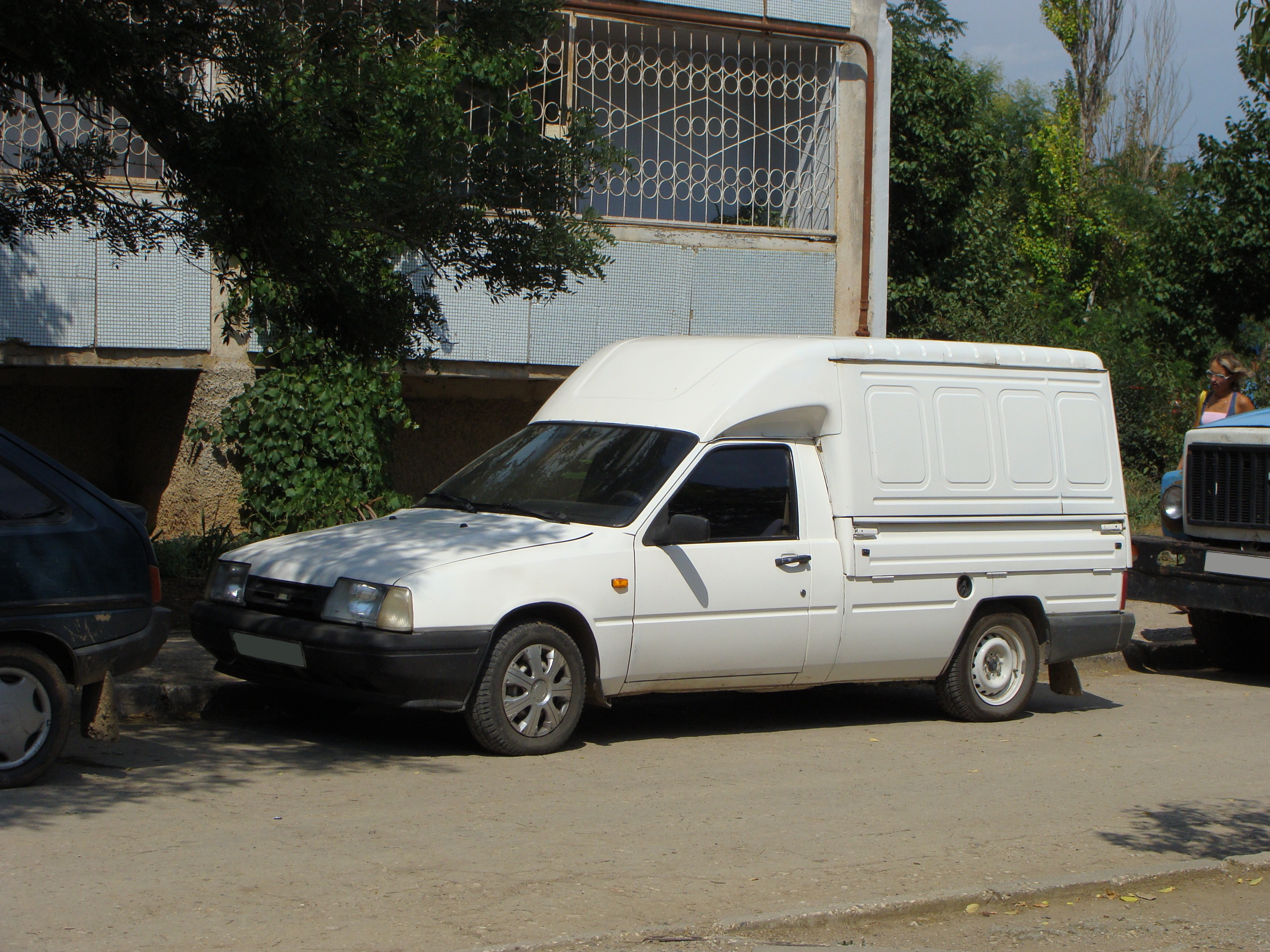
ІЖ-2717, послідовник ІЖ-2715-01

## В автомоделізмі
Масштабна модель пікапа ІЖ-27151 під назвою «Москвич-пікап» в масштабі 1:43 виробляється на саратовському заводі «Тантал», сьогодні «Моссар». А також в серії «Автолегенди СРСР» компанією «ДеАгостіні» була випущена модель фургона ІЖ-27156 білого кольору (№ 72) і пікапа ІЖ-27151 гірчичного кольору того ж масштабу (№ 103).